# Biblioteka Genewska
Biblioteka Genewska – jedna z najstarszych bibliotek w Szwajcarii. Założona przez Jana Kalwina w 1559 roku. W latach 1907–2006 nosiła nazwę Biblioteka Publiczna i Uniwersytecka. Od 2006 roku nosi nazwę Biblioteka Genewska (Bibliothèque de Genève).

## Historia
Pierwsze wzmianki o bibliotece działającej przy założonej przez Kelwina w 1559 roku Akademii i Kolegium pochodzą z 1562 roku. Na podstawie uchwały z 1847 roku Genewa przejęła zarząd nad biblioteką. W 1907 roku zmieniono jej nazwę na Biblioteka Publiczna i Uniwersytecka. Ponieważ w XX wieku zbiory szybko się powiększały w 1905 roku powiększono dotychczasowy budynek dobudowując nową czytelnię oraz sale wystawowe. Kilkakrotnie powiększano powierzchnię magazynów, ostatnia tak rozbudowa miała miejsce w 1987 roku. W 1984 roku katalog kartkowy został zamknięty. Karty katalogowe zostały zdigitalizowane w latach 1985–2016. Następnie katalogi kartkowe przeniesiono do archiwum. Czytelnicy mogą korzystać wyłącznie z katalogów elektronicznych. Po remoncie w dawnej sali katalogowej utworzono pokój wypoczynkowy, w którym można zapoznać się z najnowszą prasą.

## Budynek
Początkowo zbiory biblioteki ulokowano w budynku Collège Saint-Antoine (obecnie Calvin College). W 1872 roku przeniosła się ona do budynku w Parc des Bastions, w którym mieści się do dzisiaj.

## Oddziały
Biblioteka Genewska ma 4 oddziały:
- budynek główny w Parc des Bastions,
- Les Délices, w którym mieści się Muzeum Woltera[5],
- La Musicale (Bibliothèque musicale de la Ville de Genève)[6],
- Centrum ikonografii, powstało w 1993 roku w nowym budynku przy Boulevard du Pont-d’Arve według projektu Jacquesa Schaera. Gromadzi i udostępnia zbiory ikonograficzne Biblioteki Genewskiej i Muzeum Historii i Sztuki (Musées d’art et d’histoire)[7].

## Zbiory

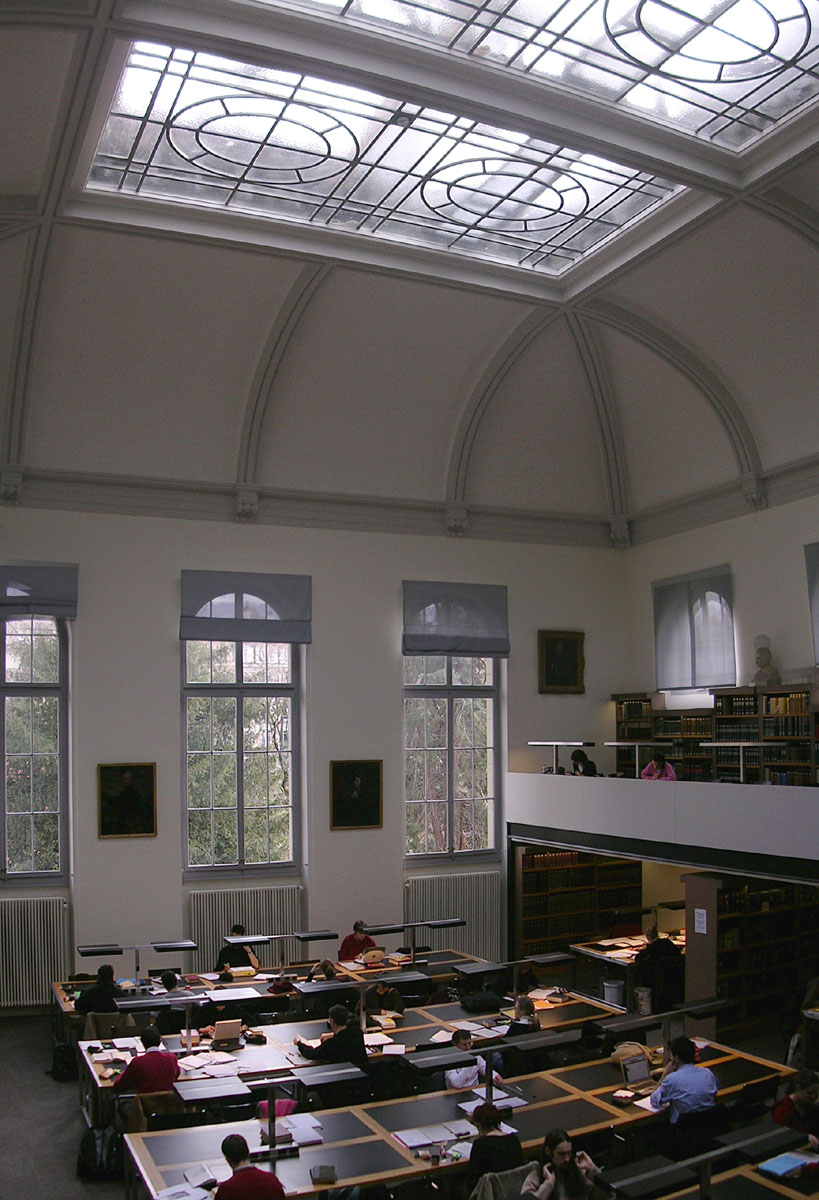
Czytelnia główna.

Już w 1539 roku w Genewie wydano zarządzenie nakazujące lokalnym drukarniom przekazywanie kilku kopii swoich publikacji do Izby Obrachunkowej. Zachowane katalogi biblioteki informują o stałym powiększaniu się zbiorów: w 1572 roku było 720 woluminów, w 1612 roku 1200, w 1702 roku 3500, 1779 roku 15 tysięcy i ponad 70 tysięcy w 1872 roku. Zbiory powiększyły się także dzięki darowiznom takich osób jak: Jan Kalwin, François Bonivard czy Pierre Vermigli. W 1907 roku biblioteka decyzją sądu utraciła prawo do egzemplarza obowiązkowego. Ustawa z 29 kwietnia 1967 roku zapewnia bibliotece dostęp do druków wydawanych na terenie kantonu Genewa.
20 kwietnia 1999 roku po raz pierwszy w historii biblioteki utworzono niewielki (liczący początkowo 10 000, powiększony do 40 000 woluminów) księgozbiór z wolnym dostępem. Pozostałe zbiory były i są dostępne po złożeniu zamówienia.
W 2018 roku zbiory biblioteki liczyły ponad 2 600 000 woluminów książek, 31 000 map, 165 000 mikrofilmów, 65 000 rękopisów, 10 800 audiobooków. Online było dostępnych ponad 660 000 ebooków i 30 500 innych dokumentów.

## Pamięć Świata
W 2011 roku do kolekcji Pamięć Świata wpisano posiadane przez biblioteką zbiory związane z Jean-Jacques Rousseau. Pierwsze rękopisy zgromadzone w kolekcji podarował Bibliotece w 1761 roku Paul Moultou, przyjaciel i wydawca Rousseau. W 1835 roku jego wnuczka Amélie Streckeisen-Moultou podarowała bibliotece rękopis Dialogów (Dialogues) i zapisała w spadku rękopisy: Wyznań (Confessions), Umowy społecznej (The Social Contract), Wyznanie wiary wikariusza sabaudzkiego (The Profession of Faith of a Savoyard Vicar) i inne. W latach 1873–1876 Jean-Charles Coindet przekazał bibliotece rękopis Emila, wolumin Nowej Heloizy 1769 roku z autografem, rękopis Uwag nad rządem polskim (The Government of Poland) i kilka listów. Kolekcja była systematycznie uzupełniana. W 2007 roku kolejną darowiznę przekazali członkowie rodziny Oesterlé-Masset, związanej z Paulem Moultou.